# Going Merry

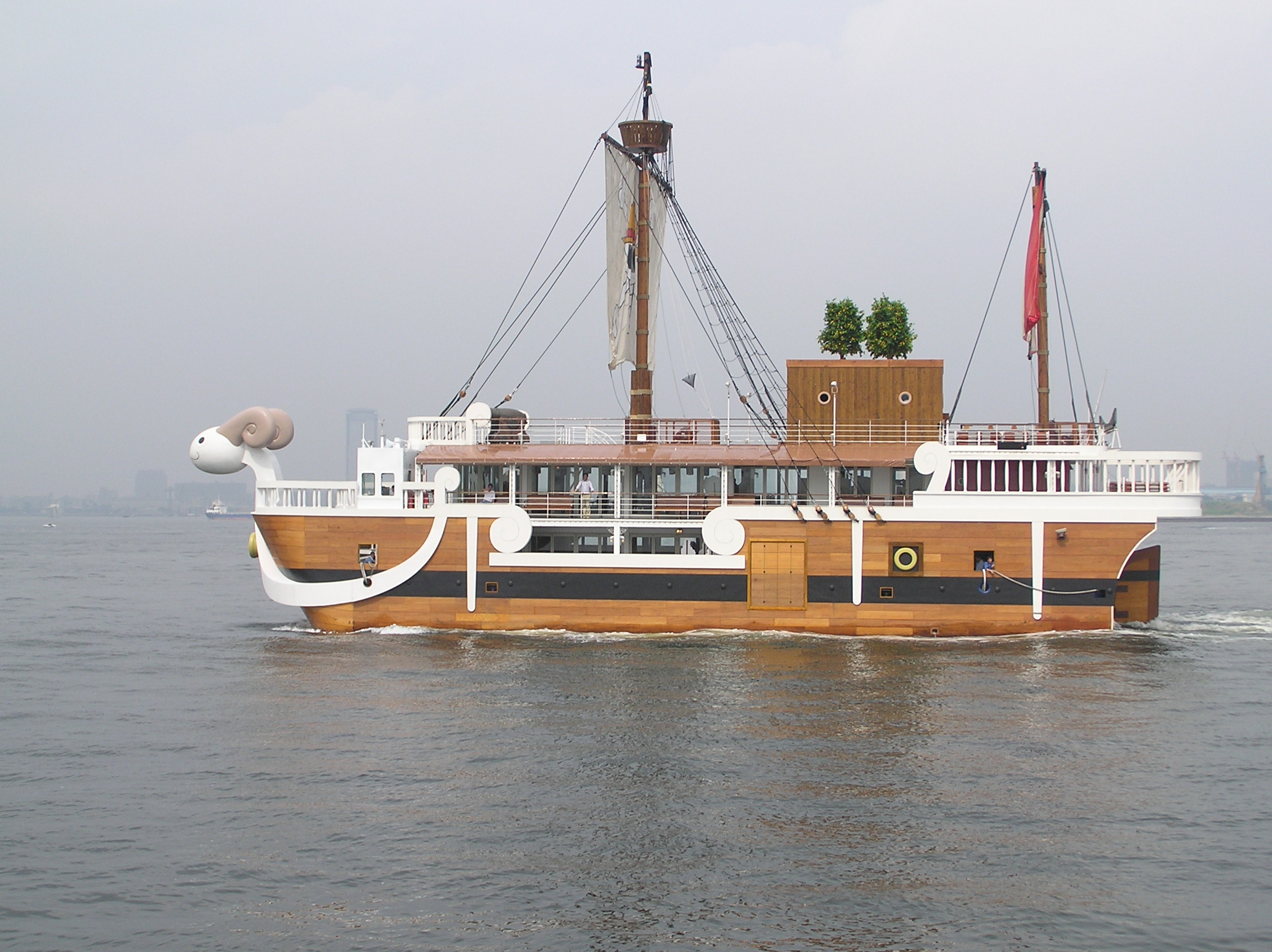
La ricostruzione della Going Merry in un'esibizione nel 2003

La Going Merry (ゴーイングメリー号?, Gōingu Merī-gō) è la prima nave della ciurma di Cappello di paglia nel manga One Piece, scritto e illustrato da Eiichirō Oda, e nelle sue opere derivate.

## Descrizione
La Going Merry è una caravella a vela triangolare. La sua polena ha una forma simile alla testa di una capra e, sotto a questa, si trovano le postazioni per il cannone e l'argano. Un altro cannone è sistemato sul retro, mentre il timone trova posto tra le due vele. L'interno della nave contiene una cabina, una sala riunioni e un bagno, mentre sul ponte è presente un piccolo giardino dove Nami ha piantato degli alberi di mandarino.

## Storia

L'addio alla Going Merry

La nave viene costruita da Merry su commissione di Kaya, e donata alla ciurma per ringraziarla dell'aiuto nello sconfiggere i pirati Kuroneko. Procedendo nella storia, viene modificata per far fronte alle varie esigenze. Soprattutto prima di volare verso Skypiea, la nave subisce pesanti modifiche, per far sì che la ciurma possa raggiungere l'isola nel cielo: vengono infatti aggiunte due ali, una coda di colomba e una cresta di pollo sulla polena. Queste modifiche vengono poi tolte al ritorno nel mare blu dal Klabautermann (クラバウターマン?, Kurabautaaman), uno spirito che incarna le navi che vengono molto amate. Costui, inoltre, la ripara, permettendo al gruppo di Rufy di giungere fino a Water Seven, cosa che sarebbe stata impossibile altrimenti.
Giunti nella metropoli dell'acqua, i carpentieri della Galley-La Company sanciscono che la nave è giunta nel suo ultimo porto e che non può più essere riparata a causa delle gravi condizioni in cui versa. Proprio la decisione di abbandonare la nave è il motivo di una furibonda lite tra Monkey D. Rufy e Usop. Nonostante le condizioni catastrofiche, finita l'avventura di Enies Lobby, nel bel mezzo del Buster Call, la Going Merry riappare, nuovamente riparata. Ancora una volta, il Klabautermann, con l'aiuto di Iceburg, sindaco di Water Seven e abilissimo carpentiere, l'ha riparata per far fronte all'ultimo viaggio. Dopo aver tratto in salvo la ciurma, la nave viene bruciata con un funerale vichingo. Il suo posto viene preso dalla Thousand Sunny, realizzata da Franky assieme agli altri carpentieri di Water Seven.

## Accoglienza
Negli ultimi anni è stato creato un replicato della Going Merry che però non si può muovere non essendo costruita per tale scopo, usato durante le mostre e le esibizioni sponsorizzate dalla Shūeisha, la Toei Animation e la Fuji TV ad Odaiba, a Tokyo.